# Tomata Valenciana
La Tomata Valenciana és el nom que reben diferents varietats autòctones de tomata conreada principalment a l'Horta de València i la Ribera, especialment al Perelló, fet pel qual sovint se confon la procedència del fruit amb la varietat. Existeixen tres varietats, anomenades masclet, rotllo, i la Mutxamel, que és varietat del Raf.
La tomata valenciana es caracteritza per la quantitat de carn, tindre poques llavors i un gust dolç i poc àcid. La seua temporada és entre maig i agost.